# غریب‌تپه
غریب تپه مربوط به هزاره اول قبل از میلاد است و در شهرستان مانه و سملقان، غرب پیش قلعه واقع شده و این اثر در تاریخ ۱۶ خرداد ۱۳۵۶ با شمارهٔ ثبت ۱۴۲۶ به‌عنوان یکی از آثار ملی ایران به ثبت رسیده است.